# 202930 Ivezic
202930 Ivezic este un asteroid din centura principală de asteroizi.

## Descriere
202930 Ivezic este un asteroid din centura principală de asteroizi. A fost descoperit pe 19 septembrie 1998 la Apache Point Observatory în cadrul programului Sloan Digital Sky Survey. Asteroidul prezintă o orbită caracterizată de o semiaxă mare de 2,72 ua, o excentricitate de 0,13 și o înclinație de 4,6° în raport cu ecliptica.